# Fleetwood Mac (álbum de 1968)
Fleetwood Mac —también conocido como Peter Green's Fleetwood Mac— es el álbum debut de la banda británica de rock Fleetwood Mac, publicado en 1968 por Blue Horizon Records. Su grabación se llevó a cabo de manera entrecortada en 1967, con dos sesiones en los estudios Decca (19 de abril y 9 de septiembre) y otras dos en los de CBS (22 de noviembre y 11 de diciembre). Con un estilo que mezcla el blues rock y el blues, se compone de doce canciones: cinco escritas por Peter Green, tres por Jeremy Spencer y cuatro versiones de artistas del blues estadounidense.
Tras su lanzamiento, recibió críticas positivas por parte de la prensa especializada, quienes destacaron las composiciones, su sonido y la interpretación de los músicos. Por su parte, logró una positiva notoriedad en el mercado británico, ya que consiguió buenas posiciones en las listas musicales de los principales medios de la época como NME y Melody Maker. No obstante, este éxito no se replicó en los Estados Unidos, en donde pasó casi inadvertido. Con el paso de los años, varias publicaciones lo han incluido en los conteos de los mejores discos, como por ejemplo en los 100 álbumes de los años sesenta de Ultimate Classic Rock, los 150 más grandes álbumes debut de Classic Rock y en los 101 álbumes esenciales de guitarra de Guitarist.

## Antecedentes
El origen de la banda remonta al 19 de abril de 1967 cuando John Mayall le regaló a Peter Green una sesión de grabación en los estudios Decca de Londres. Junto con los otros integrantes de John Mayall & the Bluesbreakers, el batería Mick Fleetwood y el bajista John McVie, registraron como un trío las canciones «First Train Home», «Looking for Somebody», «No Place to Go» y la instrumental «Fleetwood Mac», llamada así por los apellidos de estos últimos. Después de ello, Green les propuso formar una banda: Mick aceptó porque Mayall recientemente lo había despedido, pero John no estaba seguro porque su contrato con él aún estaba vigente. Por esa razón, Green contrató a Bob Brunning solo por el tiempo que el bajista permaneciera en la banda de Mayall.
Además, como quería a un segundo guitarrista para completar la formación, el productor Mike Vernon le mostró una maqueta del grupo Levi Set Blues Band para que oyera la manera de tocar de Jeremy Spencer, quien también interpretaba el slide y el piano. El 11 de junio, Vernon colocó a Levi Set como telonero en el concierto de los Bluesbreakers celebrado en el club Le Metro de Birmingham, con la idea de que Green pudiera escuchar en vivo a Spencer. Después de una conversación, esa misma noche el guitarrista ingresó a la banda. Con la alineación completada, Green renunció a la agrupación de Mayall el 15 de junio de 1967. Por su parte, el 14 de agosto Fleetwood Mac debutó en el tercer día del British Jazz and Blues Festival de Windsor. Semanas después, en septiembre, John McVie ingresó al grupo luego de renunciar a Bluesbreakers porque no estaba de acuerdo con Mayall en agregar una sección de vientos, lo que significó la salida de Brunning.

## Grabación

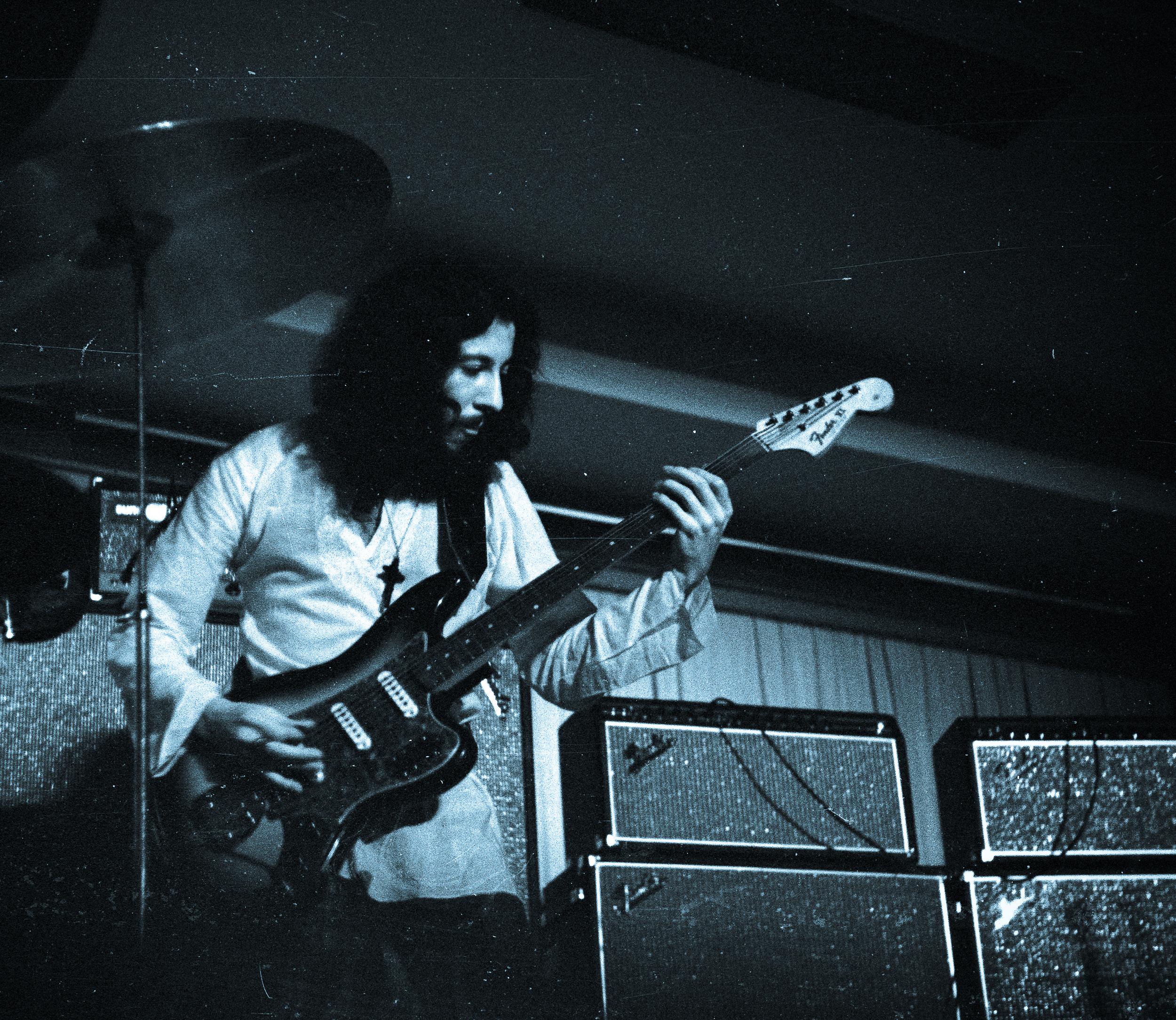
El fundador de Fleetwood Mac, Peter Green

El proceso de grabación se llevó a cabo de manera entrecortada durante 1967. Una vez conformada como agrupación, la primera sesión la realizaron el 9 de septiembre en los estudios Decca de Londres, en donde registraron las canciones «Rambling Pony», «Long Grey Mare» y «I Believe My Time Ain't Long». Según Vernon, que por ese entonces trabajaba para Decca, esta se hizo muy tarde en la noche y a escondidas, porque no tenían autorización para estar allí. El productor presentó las maquetas al mencionado sello, pero a pesar de que no las rechazaron, tampoco hubo intención de publicarlas. Así que se las ofreció a CBS Records, quien las aceptó.
El 22 de noviembre, ahora en los estudios CBS —ubicados también en Londres— grabaron las canciones «Merry Go Round», «Hellhound On My Trail», «I Loved Another Woman», «Cold Black Night», «The World Keeps On Turning», «Watch Out», «A Fool No More», «You’re So Evil» y «Mean Old Fireman». Vernon recordó que Green no estaba muy entusiasmado en la sesión, pero si entendía que «su trabajo era crear la música y la atmósfera necesaria para obtener los mejores resultados». Mike Ross de CBS, quien estuvo a cargo de la ingeniería de sonido, señaló que Green y Fleetwood parecían los líderes, porque eran los que más hablaban; mientras que Spencer y McVie estaban más tranquilos y relajados. Las canciones las grabaron principalmente en vivo, con la banda en la sala de la mesa de mezclas. Green quería sonar lo más cercano a como lo que hacían en sus presentaciones en vivo, así que registraron todos tocando a la vez, con él cantando e interpretando la guitarra al mismo tiempo. Como poseían una grabadora de cuatro pistas, Ross afirmó que hubiera preferido hacerlo por separado con el fin de lograr un mejor sonido. Como resultado, este era espacioso, aunque no logró ser lo suficientemente «sucio» para ellos. Ross, además, indicó que la banda quería emular el sonido de Chess Records —sello en donde estaban sus principales influencias bluseras— incluso habían traído al estudio discos en el formato 78 RPM de esa casa discográfica para tener una idea. Por su parte, el 11 de diciembre realizaron la tercera y última sesión de grabación, nuevamente en los estudios CBS. En aquella ocasión registraron los temas «My Heart Beat Like A Hammer», «Shake Your Money Maker» y «Leaving Town Blues».
A Ross —quien por primera vez trabajaba con una banda de blues, ya que hasta entonces había colaborado con artistas de pop— le impresionó la calidad de las canciones y lo rápido que grababan, ya que en su gran mayoría las hicieron en dos tomas y, en determinadas ocasiones, en una sola. Él afirmó que, como Vernon era un productor muy estricto, ellos se lo tomaron muy en serio y no perdieron el tiempo una vez que empezaron a trabajar; salvo en algunas sesiones en donde Spencer solía imitar a Elvis Presley. Una vez que escucharon las cintas terminadas, la banda no quedó conforme con el resultado, porque quería que sonara más «rudo». La solución era volver a remezclarlas, pero Vernon los convenció de que no lo hicieran.

## Composición

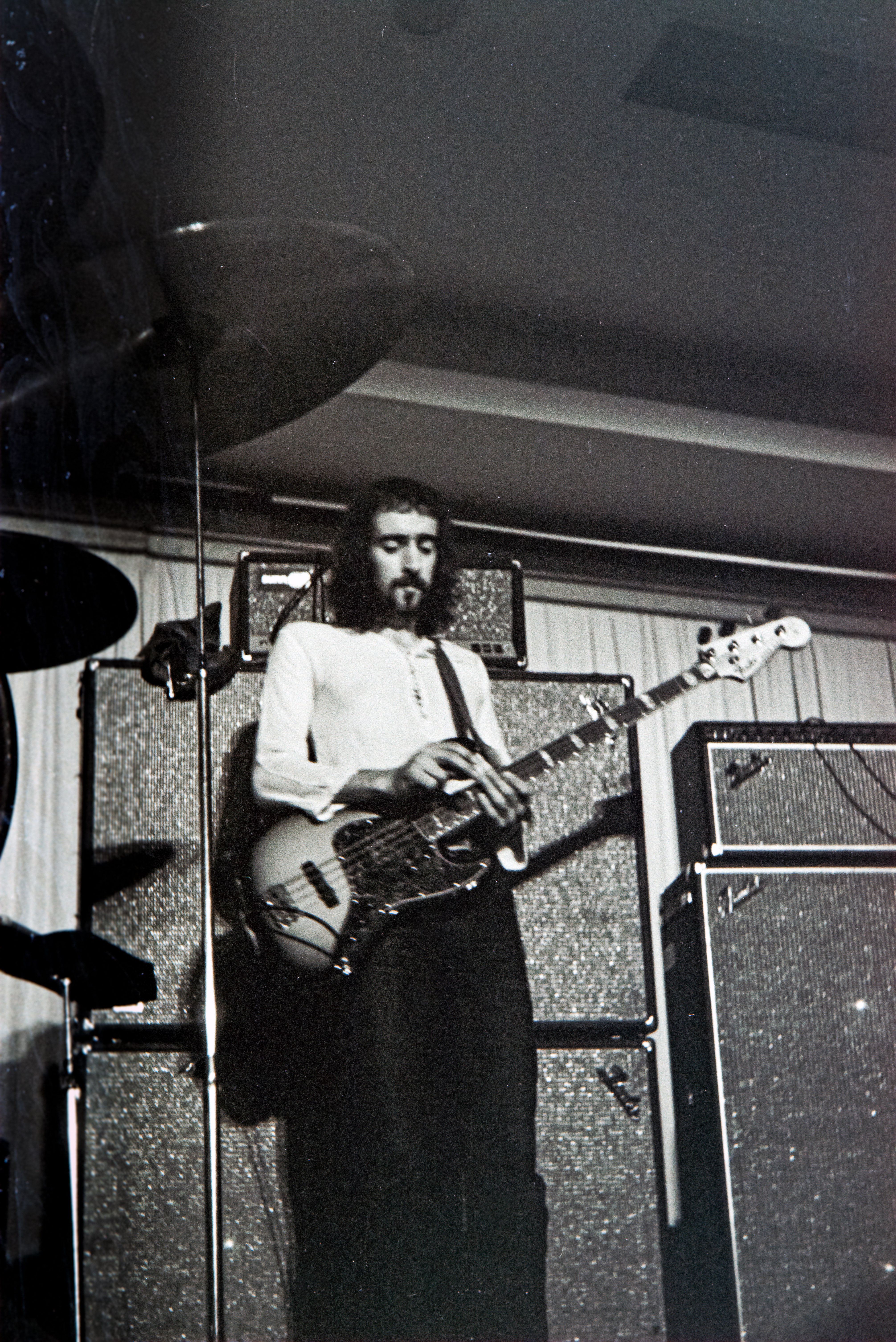
John McVie fue el último músico en integrarse a la banda

Llamado informalmente como Dog and Dustbin según Henry Yates de Classic Rock, el disco se compone de doce temas en donde tanto Green como Spencer fungieron como vocalistas. Green compuso cinco canciones y Spencer otras tres, mientras que las restantes era versiones de artistas de blues: «Hellhound on My Trail» de Robert Johnson, «Shake Your Moneymaker» de Elmore James, «No Place to Go» de Howlin' Wolf y «Go to Move» escrita por Homesick James y Marshall Sehorn, aunque popularmente conocida por la interpretación de Elmore James, primo de Homesick. Esta fue la primera vez que Spencer componía, ya que hasta entonces no lograba la inspiración para ello. El resultado es «una clase magistral de blues británico que pasó de originales de Green empapados de soul, como "Looking For Somebody" y "I Loved Another Woman" a los característicos saludos de Spencer al blues antiguo» de acuerdo con Yates.
Green «equilibró el humor y la vulnerabilidad» en sus canciones como en «Looking for Somebody» y «Long Grey Mare», mientras que en «I Loved Another Woman» fusiona el blues con la música latina, estilo que perfeccionaría más tarde en «Black Magic Woman». Además de cantar y tocar su guitarra Les Paul 1959 conocida como «Greenie», Green también interpretó la armónica en «Looking for Somebody» y «Long Grey Mare»; cabe señalar que Bob Brunnning tocó el bajo en esta última. Por su parte, Spencer cantó en sus tres composiciones: «My Heart Beat Like a Hammer», «My Baby's Good to Me» y «Cold Black Night», y en las versiones «Shake Your Moneymaker» y «Got to Move». Richie Unterberger de Allmusic recalcó la gran influencia de Elmore James, particularmente en las canciones lideradas por Spencer.

## Lanzamiento y reediciones
Fleetwood Mac salió a la venta el 18 de febrero de 1968 en el Reino Unido, a través de Blue Horizon Records. Además de ser el álbum debut de la banda, también lo fue para el sello creado por el productor Mike Vernon, aunque en realidad estaba bajo el control de CBS. Su edición original se imprimió con el título de Peter Green's Fleetwood Mac, lo que molestó al guitarrista, Mick Fleetwood recordó: «Estaba furioso por eso. Lo metieron ahí, porque [Peter] era la única persona que empezaba a ser bastante famosa en el circuito del blues. Y no los culpo. Pero esa fue la última vez que viste el nombre de Peter Green al frente de Fleetwood Mac». En algunos mercados como en el norteamericano anglosajón, el disco se tituló simplemente como Fleetwood Mac.
Luego del lanzamiento del disco del mismo nombre en 1975, en donde incluía a otra alineación, las reediciones posteriores de esta producción salieron con el nombre de Peter Green's Fleetwood Mac para diferenciarlo de la anteriormente dicha. En una de estas reediciones —la japonesa de 2000— incluyó la lista original de canciones, pero a «My Heart Beat Like a Hammer» y a «Merry Go Round» se les añadió en su título toma dos y a «Hellhound on My Trail» toma uno. Además, agregaron seis bonus tracks, entre ellas distintas tomas de las canciones «My Heart Beat Like a Hammer», «Merry Go Round», «I Loved Another Woman» y «Cold Black Night», y dos composiciones de Spencer, «You're So Evil» y «I'm Coming Home to Stay». Esas mismas pistas adicionales, además de algunas canciones que se excluyeron de la versión original del álbum, figuraron en la caja recopilatoria The Complete Blue Horizon Sessions: 1967-1969 de 1999.

## Recepción

### Comercial
El álbum logró un importante éxito comercial en el Reino Unido, ya que alcanzó el puesto 4 en el UK Albums Chart y permaneció en él por treinta y siete semanas en total. Asimismo, entró en las listas musicales de tres de las revistas británicas más importantes de la época: al puesto 6 en el Top Ten LPs de Melody Maker como en el Top LPs de Record Mirror y al quinto en el Britain's Top 15 LPs de NME. Solo en el Reino Unido, se estima que vendió más de un millón de copias. Por su parte, en Noruega obtuvo el puesto tres, mientras que en Nueva Zelanda el cuarto, en sus respectivas listas musicales. En contraparte, y a pesar de que la crítica nacional le dio un exitoso augurio en las listas, en los Estados Unidos pasó casi inadvertido, porque solo ingresó en la casilla 198 en el Billboard 200.

### Comentarios de la crítica
Fleetwood Mac recibió críticas favorables por parte de la prensa especializada de la época. Melody Maker señaló que la música era intensa desde los primeros compases de «My Heart Beat Like a Hammer» y destacó el trabajo del productor Mike Vernon y del ingeniero Mike Ross por «conseguir un buen sonido en la sección rítmica, que suele ser el punto débil de las grabaciones de blues británico». Allen Evans de NME dijo que «consiguen un sonido agradable y relajado en su forma de tocar, que combina el jazz tardío y el blues apasionante». John Ford de la revista británica Beat Instrumental lo nombró el mejor long play de blues lanzado en el país, en donde «Peter Green ha demostrado ser uno de los mejores guitarristas británicos y su banda ahora está demostrando ser la mejor banda de blues en Gran Bretaña». A su vez, «las composiciones de Green y Spencer muestran que los músicos blancos son capaces de escribir un buen blues».
Por su parte, la revista estadounidense Cashbox destacó el éxito que tuvo en Inglaterra y mencionó que «debería obtener buena reproducción en los puntos de venta de FM, seguido de buenas ventas». Record World lo definió como un disco de blue-eyed soul, en donde «los amigos han redondeado inventar nuevas melodías con un sabor antiguo y las juntan con dinamismo». Billboard aseguró que la banda hace una reverencia a los Estados Unidos con «un álbum de blues rock, blues y una poderosa instrumentación» y comparó su «sonido de blues áspero y duro, con bordes crudos y puro» con el de Chicago. Barry Gifford de Rolling Stone notó que su sonido era extraño «como una vieja grabación clásica hecha a finales de los cuarenta o principios de los cincuenta». A su vez, dijo que el trabajo de armonía era competente en la mayoría de las canciones, «pero bastante débil en "Got to Move"» y nombró a «Long Grey Mare» como una de las mejores. Por último, señaló que era «lo suficientemente potente como para que el lado sur de Chicago se dé cuenta».
La prensa más reciente también lo consideró un buen álbum. Richie Unterberger de Allmusic lo llamó «un punto culminante del bum del blues británico de finales de los sesenta», cuya «interpretación siempre inspirada de Green, la composición capaz (aunque errática) y el estilo general de la banda en su conjunto los colocaron a leguas por encima del campo abarrotado». Keith A. Gordon de Live About lo incluyó en su lista de los mejores álbumes de blues rock de los sesenta y mencionó que «es una mezcla inspirada de versiones de blues (...) equilibrado por la composición madura de Green y sus considerables habilidades con las seis cuerdas». Además, algunas publicaciones especializadas lo han posicionado en diferentes listas, por ejemplo en los 100 álbumes de los años sesenta de Ultimate Classic Rock, los 150 más grandes álbumes debut de Classic Rock y en los 101 álbumes esenciales de guitarra de Guitarist, entre otras. De igual manera, el crítico Colin Larkin lo añadió en el puesto 533 en su libro Los 1000 álbumes de todos los tiempos.

## Lista de canciones
| N.º | Título                        | Escritor(es)                    | Duración |  |
| 1.  | «My Heart Beat Like a Hammer» | Jeremy Spencer                  | 2:55     |  |
| 2.  | «Merry Go Round»              | Peter Green                     | 4:05     |  |
| 3.  | «Long Grey Mare»              | Green                           | 2:15     |  |
| 4.  | «Hellhound on My Tail»        | Robert Johnson                  | 2:00     |  |
| 5.  | «Shake Your Moneymaker»       | Elmore James                    | 2:55     |  |
| 6.  | «Looking for Somebody»        | Green                           | 2:50     |  |
| 7.  | «No Place to Go»              | Howlin' Wolf                    | 3:20     |  |
| 8.  | «My Baby's Good to Me»        | Spencer                         | 2:50     |  |
| 9.  | «I Loved Another Woman»       | Green                           | 2:55     |  |
| 10. | «Cold Black Night»            | Spencer                         | 3:15     |  |
| 11. | «The World Keep on Turning»   | Green                           | 2:30     |  |
| 12. | «Got to Move»                 | Homesick James, Marshall Sehorn | 3:20     |  |

| Pistas adicionales reedición CD 2000 |                                        |              |          |  |
| N.º                                  | Título                                 | Escritor(es) | Duración |  |
| 13.                                  | «My Heart Beat Like a Hammer» (toma 1) | Spencer      | 3:18     |  |
| 14.                                  | «Merry Go Round» (toma 1)              | Green        | 0:54     |  |
| 15.                                  | «I Loved Another Woman» (toma 1,2,3,4) | Green        | 6:08     |  |
| 16.                                  | «I Loved Another Woman» (toma 5,6)     | Green        | 5:08     |  |
| 17.                                  | «Cold Black Night» (toma 1,2,3,4,5,6)  | Spencer      | 5:28     |  |
| 18.                                  | «You're So Evil»                       | Spencer      | 3:05     |  |
| 19.                                  | «I'm Coming Home to Stay»              | Spencer      | 2:27     |  |

## Posicionamiento en listas musicales
| País           | Lista                            | Posición |
| -------------- | -------------------------------- | -------- |
| Estados Unidos | Billboard 200                    | 198      |
| Finlandia      | Suomen virallinen lista          | 4        |
| Noruega        | VG-lista                         | 3        |
| Nueva Zelanda  | Official New Zealand Music Chart | 4        |
| Reino Unido    | Melody Maker Top Ten LPs         | 6        |
| Reino Unido    | Record Mirror Top LPs            | 6        |
| Reino Unido    | NME Britain's Top 15 LPs         | 5        |
| Reino Unido    | UK Albums Chart                  | 4        |

## Créditos
| - Peter Green: voz, guitarra y armónica - Jeremy Spencer: voz, piano y slide - John McVie: bajo - Mick Fleetwood: batería - Bob Brunning: bajo en «Long Grey Mare» | - Mike Vernon: producción - Mike Ross: ingeniería de sonido |

Fuente: Discogs.